# Tamråtta
Tamråtta (Rattus norvegicus forma domestica) är en domesticerad form av brunråtta, vilken används som försöksdjur och sällskapsdjur. 
Tamråttan är en genom hundratals generationer förändrad variant av den vilda brunråttan. Tamråttan har sitt ursprung som mål för blodsport i 1700- och 1800-talets Europa. Speciellt uppfödda som husdjur sedan dess finns tamråttor nu i en mängd olika färger och pälstyper. Tamråttor säljs ofta i djuraffärer, eller direkt av uppfödare.
Tamråttor skiljer sig fysiologiskt och psykologiskt från sina vilda släktingar och anses inte utgöra en större hälsorisk än andra husdjur, förutsatt en seriös uppfödning, till skillnad från vilda råttor som betraktas som en hälsorisk, eftersom de kan bära på och sprida smittsamma patogener, såsom salmonella. Eftersom tamråttor lever under andra förhållanden än sina vilda artfränder, är risken mindre att de drabbas av samma sjukdomar som vilda brunråttor.
Eftersom tamråttan liksom sin vilda motsvarighet är ett utpräglat flockdjur skall man alltid hålla minst två tillsammans, lämpligen av samma kön. Tamråttor lever längre än vilda brunråttor. Eftersom tamråttor är skyddade från rovdjur och har god tillgång till mat, vatten och medicinsk vård, är deras genomsnittliga livslängd omkring två år, och de kan ibland bli upp till 3 eller 4 år gamla, i motsats till vilda brunråttor som har en genomsnittlig livslängd på mindre än ett år.

## Historia

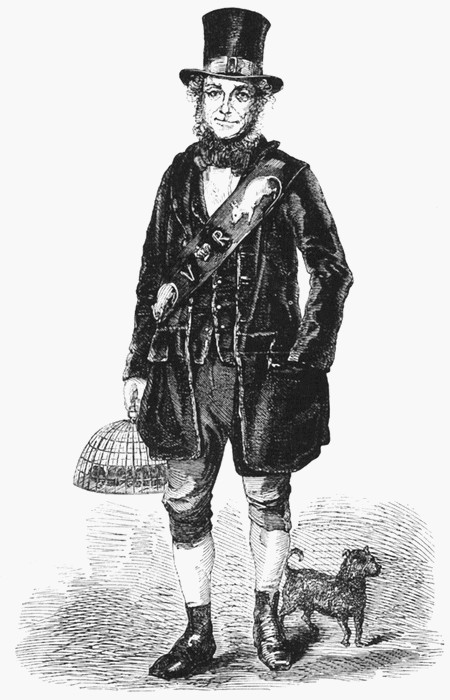
Råttfångaren Jack Black, som levde under 1800-talet.

Tamråttans ursprung börjar med råttfångarna på 1700- och 1800-talet som fångade råttor i hela Europa.
Dessa råttfångare kunde antingen döda råttorna eller sälja dem för användning i blodsport. Råtthetsning var en populär sport ända fram till början av 1900-talet. Råtthetsning innebar att fylla en grop med flera råttor och sedan slå vad om hur lång tid det skulle ta för en terrier att döda dem. Man tror att både råttfångare och sportsmän sparade på vissa, udda färgade råttor när sporten var som mest populär, och troligtvis avlade på dem och sålde dem som sällskapsdjur. Två män som tros ha format grunden för tamråttan är Jack Black, drottning Viktorias råttfångare, och Jimmy Shaw, chef för en av de största inrättningarna för denna typ av sport i London. Dessa två män påbörjade framavlandet av många av de färgvarianter på tamråttor som finns idag.
Tamråttor, som en formell, organiserad hobby, började när en kvinna som hette Mary Douglas bad om tillstånd att få ställa ut sina tamråttor på Aylesbury Town Show, en utställning för tammöss som anordnades av den engelska intresseorganisationen National Mouse Club, i Aylesbury i England den 24 oktober 1901. Hennes black hooded-råtta vann det eftertraktade priset "best in show", och väckte ett intresse för tamråttor som hobby. Efter Douglas död år 1921, tynade dock intresset för tamråttor bort. Den ursprungliga hobbyn varade formellt från 1912 till 1929 eller 1931, som en del av National Mouse Club, vilken också antog namnet National Mouse and Rat Club, men när intresset för tamråttor tynat ströks "Rat" från namnet och det ändrades tillbaka till National Mouse Club. Den organiserade hobbyn kring tamråttor återupplivades 1976 med bildandet av engelska National Fancy Rat Society (NFRS). Idag finns intresseorganisationer för tamråttor i flera länder. I Sverige organiserar sig råttintresserade främst i Svenska Råttsällskapet (SRS), bildat 1983.

## Skillnader jämfört med vilda råttor

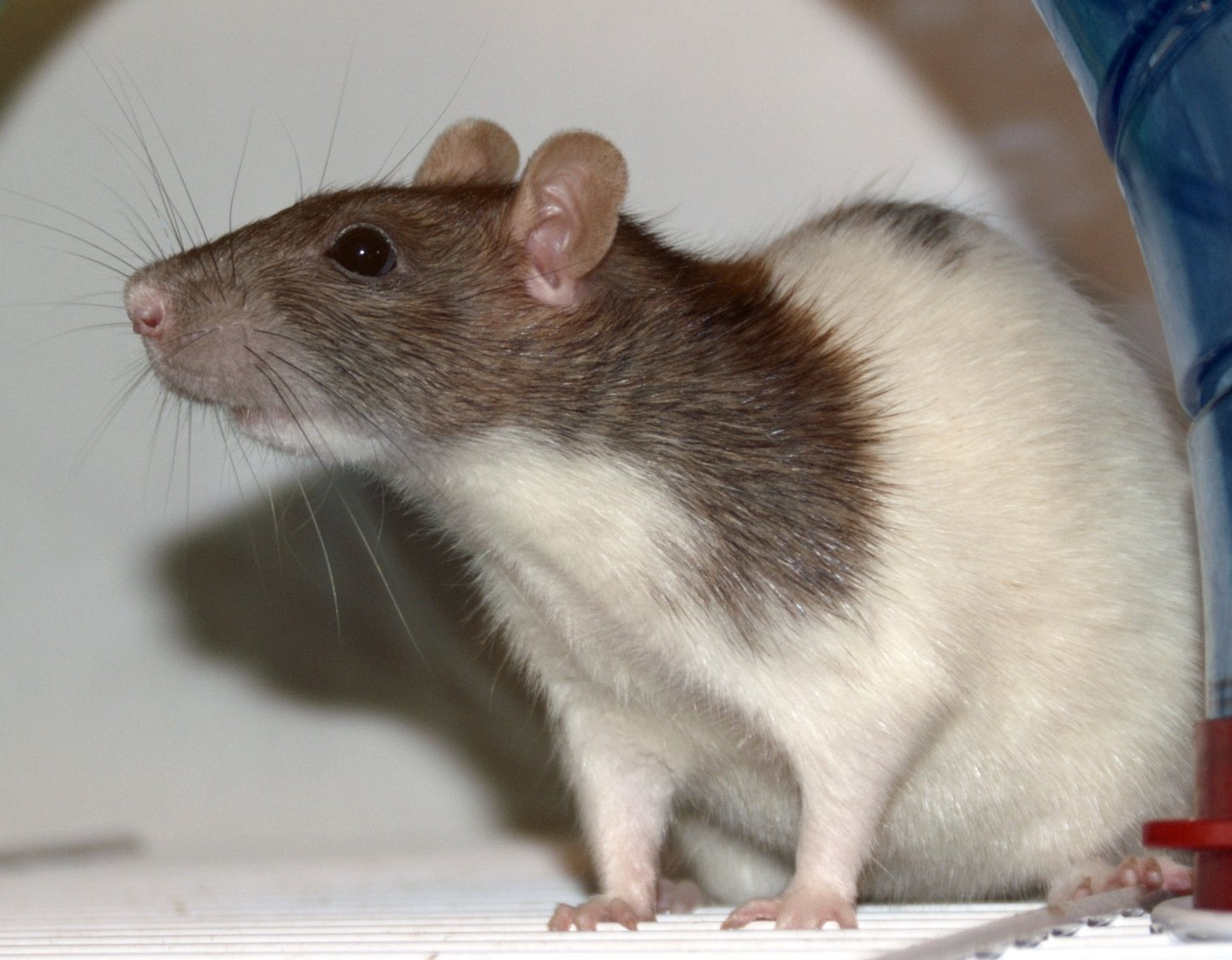
Tamråtta.

Trots att tamråttor inte är så långt borta från sina vilda artfränder att de kan berättiga en underart, finns det betydande skillnader mellan tamråttor och vilda brunråttor. Den mest uppenbara skillnaden utseendemässigt är färgen. Tamråttor förekommer i många färger och teckningar medan den vilda brunråttan endast uppträder i sin brungrå grundform (med variationer i nyans) samt albinistiska, leucistiska och melanistiska varianter. Tamråttor kan däremot vara allt från vita till silvergrå, chokladbruna, rödbruna, blå och fläckiga. Tamråttan skiljer sig också fysiskt från den vilda brunråttan genom att den generellt är större, kraftigare och tyngre, vilket är resultat av avel och bättre föda. Tamråttan har även till följd av selektiv avel även något större ögon och öron än vilda brunråttor. 
Tamråttor är mer bekväma bland människor, har minskade reaktioner på ljud och ljus, är mindre försiktiga med nya livsmedel och har bättre tolerans mot överbefolkning än vilda brunråttor. De parar sig tidigare och under en längre tid under deras livslängd. Dessutom visar tamråttor upp olika beteenden när de bråkar med varandra. Medan vilda brunråttor nästan alltid snabbt flyr en förlorad kamp, kan tamråttor tillbringa lång tid med att leka och låtsasslåss.
Tamråttor lever längre än vilda brunråttor. Eftersom tamråttor är skyddade från rovdjur och har god tillgång till mat, vatten och medicinsk vård, är deras genomsnittliga livslängd omkring två år, i motsats till den vilda brunråttan som har en genomsnittlig livslängd på mindre än ett år. Tamråttor kan ibland bli upp till 3 eller 4 år gamla.

## Utseende

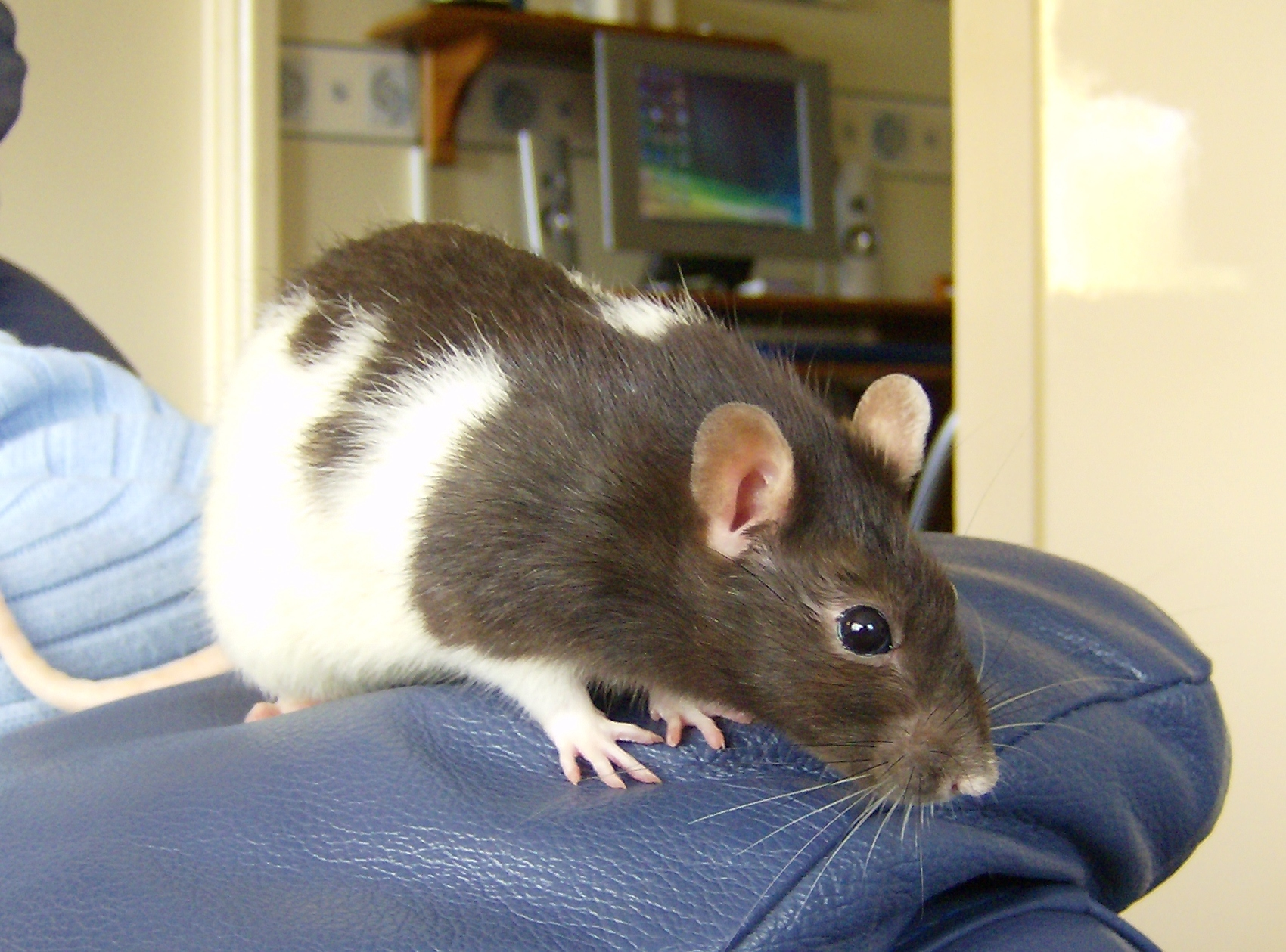
Tamråtta som uppvisar den teckning som kallas "hooded".

Tamråttor förekommer i många färger och teckningar. Hanar är något större än honor och vanligtvis är de också lite lugnare. 
Tamråttans alla olika färger är baserade antingen på grundformens färg (se agouti) eller svart  (melanistisk). Vissa gener som bleker pälsfärgen på olika vis har sedan givit upphov till en rad färger och nyanser. Tamråttans teckningar är från början olika typer av partiell leucism, det vill säga delar av råttans päls är vit och resten färgad. En vanligt förekommande teckning är "hooded", där framkroppen och ett fält längs ryggraden är färgat och resten av pälsen vit. Det finns även de råttor som är rexade (lockiga). Hos råttor med rex är underpälsen lockig och täckhår saknas nästan helt. Dessutom är morrhår och ögonfransar i större eller mindre utsträckning lockiga. Paras två rexade råttor med varandra blir en del av ungarna så kallade dubbelrex. De har samma lockiga päls som sina föräldrar, men tappar då och då större delen av pälsen och blir nästan nakna. 

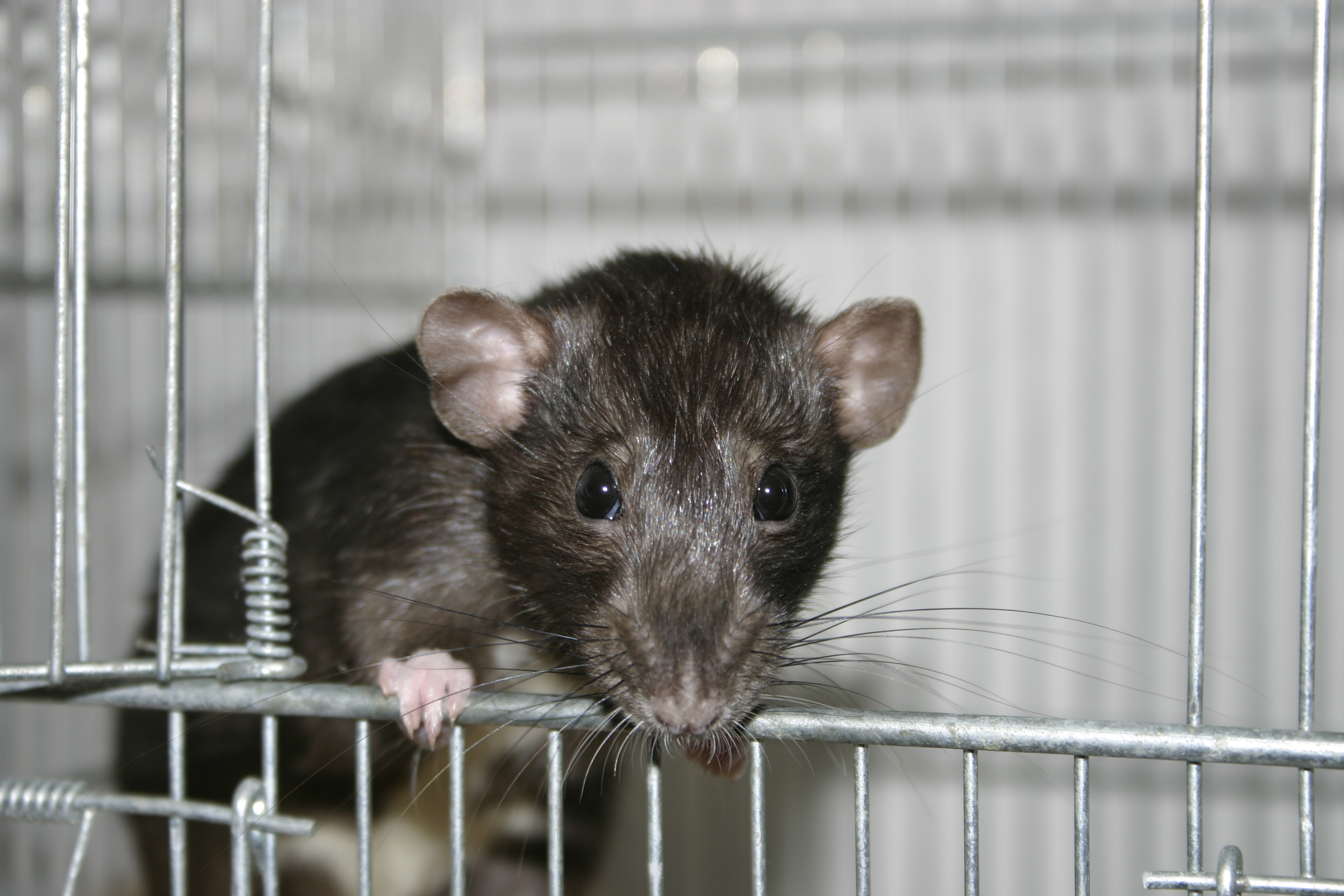
Tamråtta med dumboöron.

Råttor där öronen är lägre ansatta än normalt, kallas dumbo. Dumbogenen är recessiv och syns alltså inte alltid på föräldrarna. Tidigare ansåg man att dumbogenen medförde vissa defekter som sämre bett, nedsatt balans etc, men studier har visat att den enda anatomiska skillnaden förutom öronens placering verkar vara att dumboråttor tenderar att ha kraftigare nackmuskler. Råttor som inte har dumboöron kallas "toppörade".
Ovan nämnda varianter är sådana som uppstått i laboratoriemiljö och sedan tagits tillvara av uppfödare. Genom avel har man fått fram andra, extremare, varianter såsom råttor utan svans och helt hårlösa råttor.

## Föda
Råttor är allätare och opportunister. Tamråttan äter således i de flesta fall helst den mat som har högst protein- och energiinnehåll. Kosten bör därför vara allsidig och varierad och utgå från torrfoder baserat på spannmål, helst dagligen kompletterat med färsk föda (frukt, grönsaker, kött med mera). Även om råttor klarar sig flera dagar utan att dricka bör tamråttor ha ständig tillgång till friskt vatten.

## Fortplantning och avel

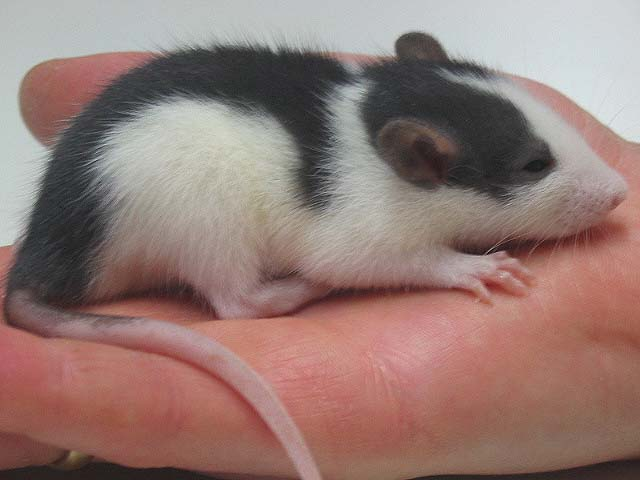
Tre veckor gammal unge av tamråtta.

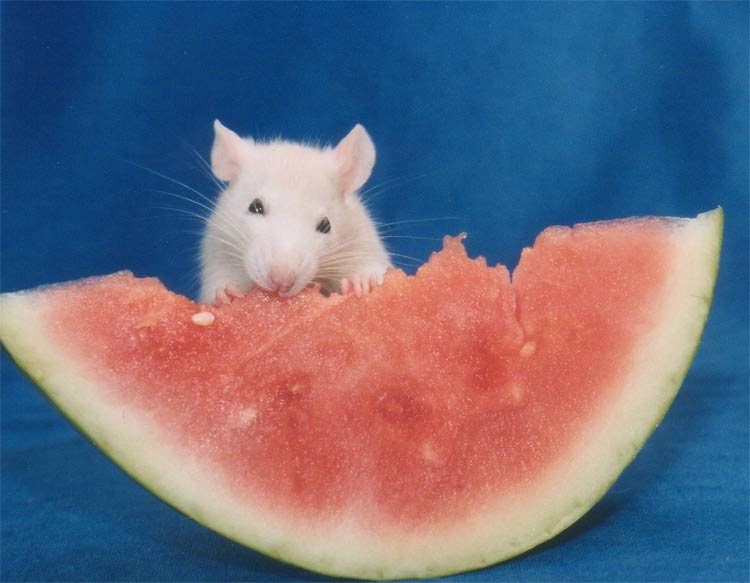
Råttunge som äter vattenmelon.

Tamråttor kan para sig flera hundra gånger under de perioder honan löper, vilket är ungefär var tredje till femte dag. Efter 21 till 25 dagars dräktighet föder hon vanligen mellan sju och femton men ibland upp till 21 ungar, vilka vid födseln är döva och blinda. Efter tre dagar framträder eventuell teckning och efter en vecka börjar pälsen växa ut. Ytterligare en vecka senare öppnas ögonen. Ungarna blir könsmogna vid ungefär sex veckors ålder, men fortsätter växa i minst ett år. 
För avel rekommenderas att honan är minst sex månader och högst ett år gammal och hanen minst ett år gammal vid första parningen. Detta för att eventuella ärftliga sjukdomar och defekter skall hinna framträda och för att bäckenet blir stelare hos oparade honor vid ungefär ett års ålder.